# Bâtiment B10
Pour les articles homonymes, voir B10.
Le bâtiment B10 était un bâtiment lyonnais situé sur la place Charles-Béraudier. Inauguré en 1988, sa destruction a été réalisée au cours de l'année 2015 après une importante phase de désamiantage. Sa destruction constituait la première phase du réaménagement du quartier de la Part-Dieu. Durant les travaux, une imposante photographie de Philippe Ramette masque le chantier côté gare de Lyon-Part-Dieu.

## Destination
Inauguré en 1988, le bâtiment a accueilli des entreprises lyonnaises ainsi qu'une école de langues ; le bâtiment était inoccupé depuis plusieurs années alors même qu'il est racheté par le Grand Lyon en 2012.